# ニコポリスの戦い
ニコポリスの戦い（ニコポリスのたたかい、ブルガリア語: Битка при Никопол, Bitka pri Nikopol; トルコ語: Niğbolu Savaşı ハンガリー語: Nikápolyi Csata, ルーマニア語: Bătălia de la Nicopole）は、1396年9月25日に、ドナウ河畔のニコポリスでオスマン帝国のバヤズィト1世（在位：1389年 - 1402年）とハンガリー王ジギスムント率いるヨーロッパ諸国（参加勢力：ハンガリー、神聖ローマ帝国、フランス、ワラキア、ポーランド、イングランド王国、スコットランド王国、スイス原初同盟（Eidgenossenschaft）、ヴェネツィア共和国、ジェノヴァ共和国、マルタ騎士団）との間で起こった会戦。
ニコポリス十字軍と呼称される場合もあり、中世最後の大規模な十字軍である。オスマン帝国側の圧勝で終わった。
この戦いによってバヤズィト1世は、カイロのマムルーク朝保護下にあったアッバース朝の子孫であるカリフから「スルタン」の称号を授けられた。

## 背景
14世紀には、国王や騎士によって個人的に起こされた多くの小規模な十字軍があった。最も近くには1390年のチュニジアに対して失敗に終わった十字軍があり、またバルト海沿岸にて北方十字軍が行なわれていた。1389年のコソヴォの戦いでの勝利以降、オスマン帝国はバルカン地域のほとんどを征服し、東ローマ帝国をわずかにコンスタンティノープル周辺へと閉じ込め、のちに包囲した（1390年、1395年、1397年、1400年、1422年、そして最終的に1453年に征服）。
1393年にブルガリアの君主イヴァン・シシュマンは臨時首都であるニコポリスをオスマン帝国に奪われる一方、兄弟であるイヴァン・スラツィミルはなおヴィディンを保っていたが、オスマン帝国の従属国に転落していた。ブルガリア貴族や専制君主、そしてその他の独立したバルカンの支配者たちの目には、これはオスマン帝国の侵攻の流れを巻き返してイスラームの支配からバルカンを解放する大きな好機であった。
加えて、イスラームとキリスト教との境界線がゆっくりとハンガリー王国へ動いていた。ハンガリー王国はいまや東欧における二宗教の境界線であり、攻撃の危険に曝されていた。
ヴェネツィア共和国は、モレアの一部やダルマチアというヴェネツィアの領土を含むバルカン半島のオスマン帝国による支配が、アドリア海やイオニア海、エーゲ海へのヴェネツィアの影響力を低下させるであろうことを恐れていた。
一方ジェノヴァ共和国は、ドナウ川とボスポラス・ダーダネルスの両海峡の支配権をオスマン帝国が獲得することで、カッファ、シノペやアマスラなどのジェノヴァが重要な植民地を多く持つ黒海とヨーロッパの交易路を最終的にオスマン帝国が独占することを危惧していた。ジェノヴァはまた、1395年にバヤズィト1世が包囲を行なったコンスタンティノープルの金角湾の北にあるガラタ地区を所有していた。
1394年に教皇ボニファティウス9世はオスマン帝国に対する新たな十字軍を宣言したが、当時教会大分裂によってアヴィニョンとローマに対立教皇が立って教皇権が二つに分かれており、さらに教皇が十字軍を招集する権威を持っていたのは遠い過去のことになっていた。
それにもかかわらず、イングランドとフランスは百年戦争が小康状態であり、リチャード2世とシャルル6世は十字軍に資金援助を与えるために協力する意志があった。ハンガリー王、のちに神聖ローマ皇帝にもなるジギスムントとフランスの連合十字軍に関する折衝も1393年から進んでいた。

## 戦闘準備
ジョン・オブ・ゴーント、オルレアン公ルイ、ブルゴーニュ公フィリップ（大胆公）らによる初期の計画が1395年になされ、翌年シャルル6世とリチャード2世が続いたが、1396年の初めまでにはこれらの計画は放棄された。
代わりにフィリップ2世の長子ヌヴェール伯ジャンが、約1000人のイングランド人派遣軍とほとんどがブルゴーニュ公国の騎兵から成るおよそ10,000のフランス軍を組織した。バイエルンからの6000の軍もあった。しかし、ジャン指揮下の軍の数を8,000とする他の史料もある。この場合、ジギスムントがハンガリーから6,000から8,000人を総勢16,000の軍に提供したことになる。
フランス軍はモンベリアルを1396年の4月に進発してウィーンに5月と6月に到着し、7月にはブダでジギスムントに合流した。ワラキア公国のミルチャ1世（年長公）（en）は正教徒であったが、十字軍に大軍で参加した。ワラキアはいまやキリスト教世界とイスラーム世界との境界を構成していたのである。カラノヴァサの戦いやロヴィネの戦い、1395年のカルヴナ公国（en）をめぐる諸戦闘などでミルチャはバヤズィトに何度か打撃を与えていたので、ワラキアは（モルダヴィアのように）オスマン軍の戦術に精通していた。
ニコポリスで捕虜となったバイエルンの十字軍戦士ヨハン・シルトベルガー（en）は、二つの異なる戦法の選択の不同意から引き起こされた対立について、後に回想録で述べている。
その二つの戦法とは、その軍の大半が鈍重な、典型的な西欧の重騎士で構成される十字軍の戦法と、敵情を見極め最適の戦術を決定するため、戦闘に優先して偵察の実行をジギスムントに意見具申したミルチャの戦法である。ジギスムントが賛同し、ミルチャは十字軍の指揮権と、ワラキアの軽騎兵団が偵察を終えた後に第一撃を加える権利を要求した。ジギスムントは快く同意したが、伝統的な戦術のいかなる修正も拒否するジャン無怖公や他の西欧の騎士によって提案は退けられてしまった（ジャンは遠距離を進軍して莫大な財を遠征に費やしたので、先陣の功を狙っていた）。
ジャンが連合軍の指揮権を取り、ニコポリスに向けて南に進軍を開始した。国境地域は十字軍の進路に沿って略奪され、ラホヴォの町（オリャホヴォ、en）は蹂躙されて住民は殺されるか捕虜となった。小規模なオスマン軍も何隊か捕捉された。

## 兵力
戦闘員の数は歴史上の情報において、重く争われてきた。歴史学者のタックマン（Tuchman）は「年代記は習慣として素晴らしい出来事にはそれに相応しい数字を当てる」と記し、ニコポリスの戦いはたいへん重大とみなされたので戦闘員の数も中世の年代記の範囲によって40万人ほど与えられ、主張それぞれの側で、敵は2対1で上回り、それは十字軍のためにその敗北に慰めを提供し、トルコ人は勝利の栄光を増大させた。しばしば定説とされた10万という数字はトゥッフマンによって却下され、彼は10万人はドナウ川の鉄の門を通過するときに取り上げられたもので、そのとき、十字軍は8日かかっている。

最も近い記録の数字は ヨハン・シルトベルガーによって作成され、バイエルン貴族の出身のドイツ人信徒である彼は16歳で戦いを目撃し、捕えられて、帰郷の前の30年間にわたりトルコ人によって奴隷にされた。このときに彼は1万6000人による最後の戦いにおける十字軍の強さの推定する戦記を書いた。 しかし彼はまたオスマン軍の兵力を大幅に膨らまして20万人と推定している。19世紀のドイツの歴史家らの両陣営の兵力の試算は、キリスト教徒側は約7,500-9000人でありオスマン側は約12,000-20,000人という数字が出された。
ロジスティックの観点からニコポリス周辺の田舎には数千の人と馬のために食糧と飼料を供給することは不可能だったろうと指摘した上である (中世の軍は進軍しながら取り囲んだ地域から糧食を徴発し獲得していた。近代軍が補給路を使用していたこととは対照的に)。
| ソース                                     | 年     | 所属         | # 十字軍    | # オスマン軍  | 合計 #        | 引用  |
| ------------------------------------------ | ------ | ------------ | ----------- | ------------- | ------------- | ----- |
| ヨハン・シルトベルガー                     | 1427年 | ヨーロッパ   | 16,000      | 200,000       | 216,000       | [ 2 ] |
| 19世紀のドイツの歴史家                     | 19世紀 | ヨーロッパ   | 7,500-9,000 | 12,000-20,000 | 19,500-29,000 | [ 1 ] |
| 『en:Behçetu't-Tevârih』（en:Şükrullah著） | 15世紀 | オスマン帝国 | 130,000     | 60,000        | 190,000       | [ 3 ] |
| デイヴィッド・ニコール                     | 1999年 | ヨーロッパ   | 16,000      | 15,000        | 31,000        |       |

### ヨーロッパ勢の兵力

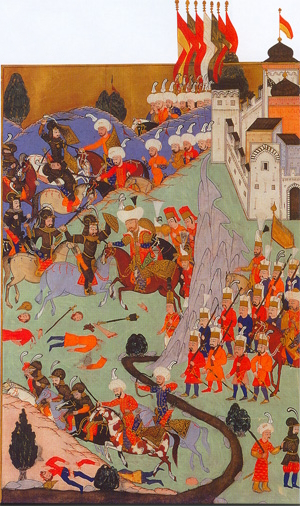
ニコポリスの戦い。トルコのミニアチュールによって描かれたもの（1588年）

フランスからおよそ2,000人の騎士と従者が参加し、それに最善の義勇兵と傭兵から6,000人の弓隊と歩兵がつき従った。総勢1万ほど。 次に重要なのは聖ヨハネ騎士団、コンスタンティノープルとキプロスの衰退以来、彼らはレヴァントでキリスト教の標準的な守護者である。ヴェネツィア共和国は海軍の艦隊を支援に派遣し、同時にハンガリーの使節団はラインラント、バイエルン、ザクセンほかの神聖ローマ帝国地域のドイツ諸侯に参加を呼び掛けた。フランス王国はポーランド、ボヘミア、ナバラとスペインにはこれは十字軍だと布告を出した。これら地域からは個人的に参加した。
イタリアの都市国家は都市間の争いが熾烈で参加できなかった。イングランドの参加はなかったことは広く知られている。イングランドの騎士1,000人の報告は現在のアントニオ・フィオレンティノからで、それはアジス・S・アティヤと彼以降の歴史家によって事実とされている。1,000人の騎士らは実際には、歩兵と従者を数えれば「4,000人から6,000人で少なくとも2倍の馬を連れていた」。 しかし、イングランドには軍事力を海外に派遣したという財務的な記録はなかったし、組織と派遣のための王家の準備の記録もない。ヘンリー4世の報告かイングランドの分遣隊を率いたランカスター公の息子はヘンリーのどの息子の存在から、嘘に違いなく、王の結婚式の5か月後に十字軍に出発したと記録されている同地のほとんどの貴族と同様にである。
アティヤはまた、ニコポリスでのイングランドの守護聖人である聖ジョージの鬨の声がイングランド兵の存在を明らかにしていると考えているが、しかしフロワサールはこれを指摘し、フランスの騎士フィリップ・ダルトワの鬨の声だと解釈している。さらに、イングランドには捕虜に支払う身代金の記録はない。戦闘に人員を派遣したどの国にもそれがあるのに。イングランド人の存在の現代の当時の記録の散発的な言及は聖ヨハネ騎士団のイングランドの「舌」というサブグループ帰すことができよう。彼らはロドス島（当時の聖ヨハネ騎士団の拠点）を離れてから、ドナウ川を帆走し、十字軍のために同志と合流したのである。考えられるイングランド不参加の理由には、王とグロスター公との間の緊張関係が含まれる。2つ目の理由には、こんにちの結論にも構わず、以下のようなことが信じられてきた。すなわちイングランドは密接な支援者としての立場をよく維持したが、イングランドとフランスの間の長い戦争によって引き起こされた緊張が、イングランドがフランス率いる十字軍への参加を拒否する結果となったのでないかというものである。
それにもかかわらず、誇張された数字が繰り返される。これらには6,000人から8,000人のハンガリー人も含まれたほか、1万人のフランス人、イングランド人とブルグンド人の軍勢にワラキア公ミルチャ年長王によって率いられた1万人からなるワラキア軍6,000人からなるドイツ人軍と15,000からなるオランダ、ボヘミア、スペイン、イタリア、ポーランド、ブルガリア、スコットランド、スイスの陸上軍に、ヴェネツィア、ジェノヴァと聖ヨハネ騎士団の海軍の支援があった。その結果、全部で47,000人 - 49,000人ほどになり、多数の資料か12万人か3万人を上回るとも言われる。15世紀のオスマン帝国の歴史家Şükrullahはその著書『Behçetu't-Tevârih』では十字軍の兵力を130,000人している。

### オスマン帝国の構成
オスマン帝国軍の兵力も2万から2万5000と見積もられていたが膨らんだ数字が繰り返しの上昇が続き6万となった。
15世紀のオスマン帝国の歴史家のŞükrullahは、著作 『Behçetu't-Tevârih』を含む多数の歴史書によれると、Şükrullahも著作の中でオスマン帝国軍の兵力を6万としている。 それに引き替え、十字軍がその大体半分と記している。オスマン帝国軍にはまたステファン・ラザレヴィチ公指揮下の1万5000のセルビア人の重装騎兵が含まれていた。彼は、1389年のコソボの戦い以来、バヤズィト1世の臣下であり、スルタンがステファンの妹のオリヴェラ・デスピナと結婚してからは義理の兄弟であった。オリヴェラの父はステファンと同じラザル公であったが、彼はコソボの戦いで処刑されていた。

## 遠征路
ブルゴーニュ公フィリップはジョン・オブ・ゴーントとルイ・ド・ヴァロワとともに独自に十字軍の率いる計画を立てたときに、三者みなが彼らを必要としているイングランドとの和平交渉を主張し撤退した。ひょっとしたら、その理由は、彼らのライバルが留まるときに、あえて王位のもとを離れるものはいなかったかもしれない。
しかしブルゴーニュ公は、彼が24歳の長子のヌヴェール伯ジャンを名目上の指揮官とすることで、自身が資金を提供していた十字軍の支配を維持していた。ブルゴーニュ公は、35歳以下のウー伯フィリップ・ダルトワおよびブシコー元帥ジャン2世・ル・マングル（Jean II Le Meingre）と同様に、自分の息子も必要な経験がないことを認識していたため、戦士としても王国の政治家としても経験豊富なアンゲラン7世・ド・クシーを召喚し、十字軍の間、彼をヌヴェール伯ジャンの「主席顧問（"chief counselor"）」とした。
この曖昧な十字軍の指揮系統は、最後には決定的な問題を顕在化させた。このときヌヴェール伯ジャンには、十字軍に参加した他の有力フランス君主同様に長い「顧問（"counselors"）」の名簿を与えられ、彼らとともにヌヴェール伯ジャンは「いつが彼にとって良いかを」名簿で調べることができたが、指揮権の統合の概念はまだ中世ヨーロッパの戦士たちには理解されていなかった。十字軍の規律のルールは1396年3月28日の軍事評議会で定められたが、そこには、「騎士は攻撃を継続することで勇武を示すことが常に要求される」という「騎士道の規律」が明記されており、戦時には、伯とその従者は「前衛（ avante garde）」を主張するという究極の条項「アイテム（Item）」が含まれていた。

### ブダへ
十字軍は1396年ディジョンを出発し、ドナウ川上流のストラスブールを経由して、ドナウ川上流のバイエルンにいたり、そこから川を下りブダでジギスムントと合流した。個々から十字軍の目的は、計画不足にもかかわらず、バルカンからのオスマンの追放とコンスタンティノポリスの救援、ヘレスポントを経てパレスチナと聖墳墓の解放のためにアナトリアとシリアに遠征し勝利後海路でヨーロッパに帰ることであった。準備はヴェネツィアの艦船のマルマラ海でのオスマンの封鎖でありそのためにヴェネツィアは7月にワラキアで十字軍と合流した。

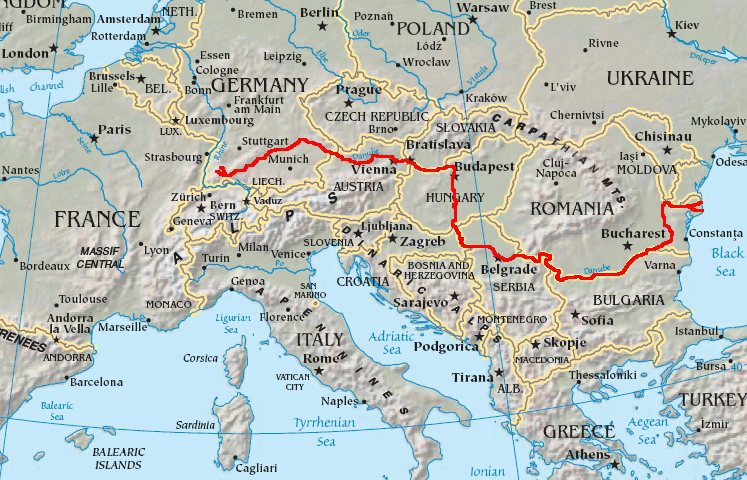
ドナウ川を赤線で示したヨーロッパの地図

クシーは行軍する十字軍には同行せずに、ミラノ公ジャン・ガレアッツォ・ヴィスコンティとの外交交渉のために別行動をとっていた。
ジェノヴァをその影響から除こうとするフランスの政治工作は激しく、ミラノ公はジェノヴァの主権をフランスに遷すのをやめようと試み続けてきた。クシーはフランスはいっそう敵対的行動に干渉するだろうとミラノ公に警告するために派遣された。争いは政治的以上のものであった。 オルレアン公の妻ヴァレンティナ・ヴィスコンティはミラノ公の最愛の娘であったが、彼女は、十字軍出発の月にフランス王妃イザボー・ド・バヴィエールの陰謀により、パリから亡命していた。ミラノ公は娘の名誉を守るために騎士を送るのを怖れたが、ニコポリスでの災害をきっかけに、彼はバヤズィト1世に十字軍の動きの情報を送っていたのではないかと広く信じられていた。
これを確認できる証拠はなく、フランスのそれまでの敵意により事後にミラノ公をスケープゴートにした可能性が高い。とはいえミラノ公は権力確保のためにおじを殺害し、事実、十字軍を裏切ったのである。クシーは外交的任務を完了するとアンリ・ド・バルに同行し、彼らの伴づれはミラノを離れヴェネツィアにむかった。そこからは船を要し、5月17日に彼はアドリア海を渡り、ブダでの合流するために陸路をとるために5月30日クロアチアのセニ港に上陸した。クシーはヌヴェール伯ジャンの前に到着した。ヌヴェール伯ジャンはドイツの諸侯によるレセプションと祭りのためにドナウ川上流で泊まっていた。ヌヴェール伯ジャンは6月24日までにウィーンに到着しなかった。この月末まえに十字軍の先鋒がウー伯とブシコー元帥によって率いられた。70隻のヴェネツィアの艦船からなる艦隊は食糧を積みドナウを下ったが、そのころヌヴェール伯ジャンは義理の兄弟であるオーストリア大公レオポルト4世とパーティを楽しんでいた。それから彼は義兄弟に10万ドゥカードもの莫大なカネを無心し、それをそろえるために時間を取り、7月にブダに到着した。

### ブダからニコポリスへ
いったん指導者らが到着すると、戦略は聖ヨハネ騎士団の団長でヴェネツィア艦隊の責任者フィルベール・ドゥ・ネラクによって調整された。44隻のヴェネツィアの船舶は、聖ヨハネ騎士団を乗せてロドス島からエーゲ海を経由してマルマラ海に入り、一部は戦わずして黒海に入りドナウ川をさかのぼった。海軍力では劣勢のオスマンが制海権を握るヴェネツィアに挑戦しなかったという事実は、バヤズィトとオスマン軍の多数はすでにヨーロッパに上陸していた証左といえる。ブダでの軍事評議会はすぐに紛糾した。前年に、バヤズィトは5月までにハンガリーを攻撃すると宣言していた。しかし7月の終わりになっても姿を現さなかったからである。ヘレンスポントあたりにまで送ったハンガリーの斥候は彼の姿を見つけることはできなかった。これをうけてフランス軍はバヤズィトは臆病者だと断じた。ジギスムントはバヤズィトは来ると考え、彼らに長距離の行軍をさせるほうが、自分たちが彼らを見つけるための同距離の行軍をするよりも賢明であるとアドバイスした。この戦略はフランスと他の同盟者に退けられた。クシーはスポークスマンとしてふるまい、以下のように発言した。「バヤズィトの我らに軍事行動を起こすという大言壮語は戯言となった。バヤズィトを捕らえるために、我らが彼のもとへ行くべきである」。ジギスムントはほとんど選択せずに黙認せざるを得なかった、歴史家はまたクシーの演説はウー伯を嫉妬させ、ウー伯はフランス軍での城主の地位ゆえに、自分こそがスポークスマンとしての名誉を持つべきだったのにと感じていたのだと書いている。十字軍はドナウ川の岸を離れ、ハンガリー軍の一部はミルチャ年長王のに率いられたトランシルバニアおよびワラキア軍と合流するために北に向きを変えて進んだ。ハンガリー軍の残りは十字軍の先陣として派遣された。十字軍が正教圏およびイスラム圏に移動すると、伝えられるところによれば、住民への乱暴狼藉が増加したという。十字軍の略奪行為は、ドイツを通過する際に、定期的に行われていたと報告されており、伝えられるところによればフランス軍の規律のなさは、異教の地に入った時にはいよいよ高まった。年代記記者はまた、十字軍の不道徳と涜神について雄弁になっていき、又聞きの情報ではあるが、酔っぱらった騎士たちが日常的に娼婦と寝ていた詳細を記している。

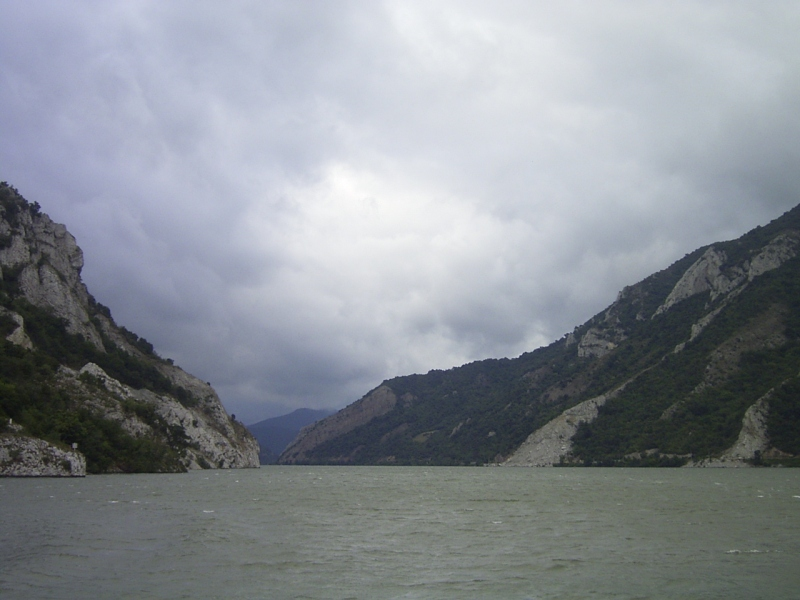
十字軍が通過に8日を要したドナウ川の鉄門

### 前哨戦
ドナウ川が最も狭隘になる鉄門峡谷のあるオルショヴァでは、先陣は右岸へと平底船とボートを使い8日以上かけて横断した。
彼らの最初の標的はヴィディンであり、この地は西部ブルガリアの重要な都市であり、オスマン帝国の支配下にあった。ヴィダン公はこのトルコ人支配者に圧倒的兵力の十字軍に敵対する十字軍とは戦いたくはなく、即座に降伏した。唯一の流血は防衛のために駐屯していたオスマン将兵の処刑のみであり、この事件は、フランス軍に、トルコ人は十字軍とは地上戦はできないということを一層確信させるのに資することになった。
次の標的は ラコワ（いまのオリャホヴォ）でありヴィディンの112.5km離れたところにある堅固な要塞であった。勇武と武勲を示す機会がないことに不満を感じていたので、フランス軍は同盟軍到着前に、オスマン軍が朝には到着し堀にかかる橋を破壊するので、夜には城塞に到達するよう進軍を実行した。激戦において、フランス軍は橋を守ったが、ジギスムント到着まで押しのけることはできなかった。軍は統合され、戦闘員を降参させる前に城壁に至ることにとりかかった。翌朝には、 ラコワの住民は彼らの生命財産の保証を条件にジギスムントとの降伏に同意した。フランス軍は即座にジギスムントの協定を破った。彼らの重騎兵が夜の前に城壁に上ったので、フランス軍が攻略したと主張し、開門するや略奪と虐殺の限りを尽くした。オスマンとブルガリアの諸都市は人質を取られて、敵意を抱いた。ハンガリー軍はフランス軍の行動を王に対する重大な屈辱ととり、フランス軍はその勝利の栄光をハンガリーが掠め取ろうとしたと非難した。
オリャホヴォを保持するための駐屯兵を解放すると、途中の城塞の一つや二つを攻略し、十字軍はニコポリスへの進軍を継続したが、バヤズィトへのキリスト教徒の使者が逃げた砦へは迂回した。9月12日に、十字軍は石灰岩の崖の上のニコポリスの要塞が見える領域に入った。

## ニコポリス包囲

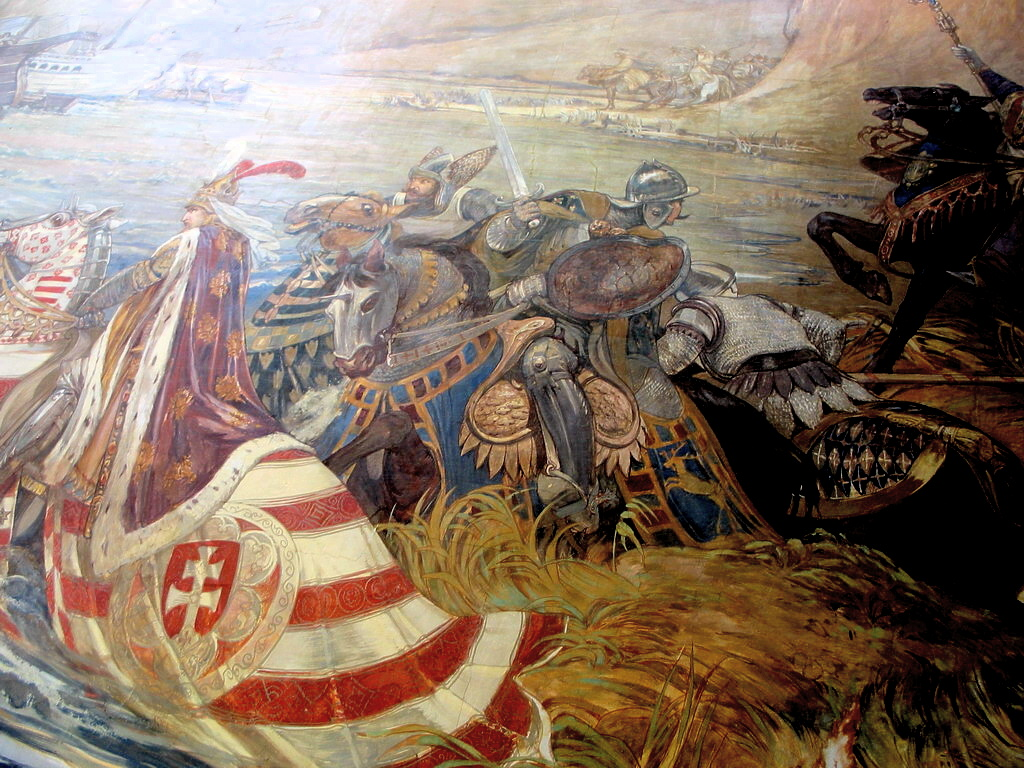
「ニコポリスの戦いでハンガリー王ジグムントと助けようとするティトゥス・フェ」1896年ロール・フェレンツ作、バヤ城所蔵。

### 膠着状態
ニコポリスの町はよく守られ補給も充分で、さらに十字軍は攻城兵器を携行していなかった。にもかかわらず彼らは、要塞の包囲はたんにコンスタンティノポリス救援への本戦の前奏曲に過ぎぬと確信し、バヤズィトが十字軍との実戦にこれほど速く到着するとは思っていなかった。
オスマン帝国のバヤズィト1世はすでにコンスタンティノープル包囲に従事しており、軍をまとめてニコポリスに向けて進撃していたのである。彼の臣下であるセルビア（1389年のコソヴォの戦い以降オスマン帝国の支配下にあった）のステファン・ラザレヴィチが道中加わり、彼らは9月24日に約20,000の軍で到着した。バヤズィトはジャン・ガレアッツォ・ヴィスコンティから十字軍の動向について警告を受けていた。
ニコポリスは天然の要害に位置しており、ドナウ川下流経略と国内の連絡のカギとなる砦である。小さな道が崖と川の間を走り、砦は実際は二つの塀で囲まれた都市であり、崖の上の大きい方は高く、小さいほうは下にあった。要塞化し塀からの土地の遠くには、崖が平野に向かって急な坂になっていた。良く守られ、良く物資を供給されニコポリス知事ダジャン・ベイは、バヤズィトが救援に来なければならなくなろうと確信し、長期間の包囲戦に耐える用意をした。十字軍は攻城機を兵士とともに持ってきた。しかしブシコー元帥は楽観的に、梯子は容易に制作され、勇敢な男たちが使うのであれば投石機よりも手っ取り早いといった。しかし攻城機の不足、城壁に対して急勾配の坂と堅固な砦は兵力により攻略を不可能にした。十字軍は敵軍の出撃を阻止するために都市周辺に展開し、海軍は川を封鎖し、兵糧攻めにした。にもかかわらず彼らは、城塞の包囲は単なるコンスタンティノポリス救援への、大きな後押しの前触れであると確信しており、バヤズィト1世はすぐに現実的な戦闘に持ち込むためにやってくることはないだろうと信じていた。

### 城外での戦闘へ
2週間が過ぎ、退屈した兵士たちは宴会、博打に敵軍への罵倒で無聊を慰めていた。酔っていようと不注意であろうと、十字軍は歩哨を送らなかった。陣営からの徴発に出たものがオスマンの接近を知らせたにもかかわらず。バヤズィトはこのとき既にアドリアノープルを過ぎ、シプタの街道を経由してティルノヴォに至っていた。彼の同盟者セルビア王ステファン・ラザレヴィチは同行した。
ジギスムントは500の騎馬隊をティヴォルノ周辺のティヴォルノ南70マイルに偵察に派遣した。そして彼らはティヴォルノにオスマン軍が来着している情報を持ち帰ってきた。報告はまた住民がニコポリスに押し寄せていることも知らせた。住民らは角笛を吹き気勢を挙げた。
ブシコー元帥は彼らのスルタンは決して攻撃しないので、儀式の音は計略であると主張した。すなわち、彼は、十字軍の士気を下げるものとして、オスマン軍接近の噂を議論する者はその耳を切り落とすと恫喝した。

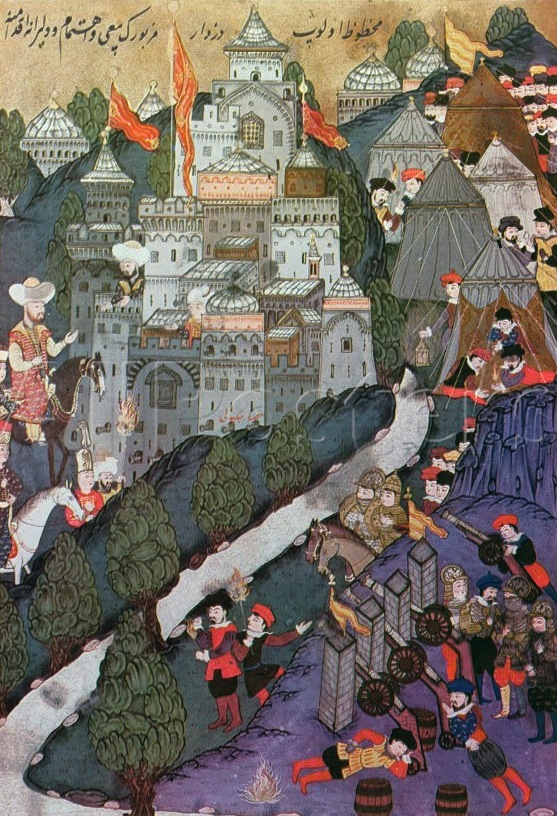
ニコポリスの戦いを描いたオスマン帝国のミニアチュール

状況の偵察により彼自身を憂慮させる数少ないものの一つはクシーであった。彼は500人の騎士と500人の騎馬弓兵を南に置いていた。
近くの街道を通りオスマン大軍が接近していることをしり、彼は200人の騎兵をフェイントに使用した。
それをもってオスマン軍を追跡を、残りの者らが伏兵として潜む場所へと、誘導し、先鋒を挫こうと考えたのである。宿営地も与えずに、クシーの兵は予想以上の敵兵を殺害し、陣地に戻ってきた。そこでの彼の行動は陣に無気力に衝撃を与え、他の十字軍の賞賛を引き出した。
トゥッフマン以下のように論じる。「これがフランスの自惚れとウー伯の嫉妬を再び増大させた。彼はクシーの危険な出撃を向こう見ずであり、ヌヴェール伯ジャンから栄光と権威を盗もうとしていると非難した」と。
ジギスムントは軍事会議を24日に召集し、そこで彼はワラキア公ミルチャ年長王が戦闘計画を示唆した。その計画ではオスマンとの戦闘に慣れているワラキアの農民兵を最初のオスマンの前衛との攻撃に出させる。彼らは通常は略奪品で武装している貧弱な兵であるが、彼らはそれ以前に質の高いオスマン軍と戦っているので先陣に使用するのである。ジギスムントは、前衛は騎士が戦うに値しないと主張した。ジギスムントはいったん最初の激突の衝撃をパスしてからフランス軍は突進のために前線を形成する。そのさいにハンガリー軍とその他の同盟者は攻撃の支援に回り、シパーヒーを十字軍の側面から守るということを提案した。
ウー伯は、騎士に対する決定として申し出を非難した。騎士が農民兵の後に戦場に続くことを強いられることである。伝えられるところによれば、彼は「先陣を取られることは、われらに恥辱を与えることであり、あらゆる不名誉にわれらを晒すことです」と言い、彼は城主として先鋒を引き受けること主張し、自分の前を行く何者も自分に死に値する恥辱を与えると宣言した。ここにおいて、彼はブシコー元帥の支援を受け、自信で恐れを知らないフランスの若君ヌヴェール伯ジャンは容易に納得させられた。フランスの攻撃の着手とともにジギスムントは自軍のために戦闘計画立案から離れた。
見たところ、数時間のうちに彼は陣地に「さだめしバヤズィトは6時間だけで退散するだろう」と書き送っている。十字軍は、大いに飲み、大いに食べ、混乱した反応をし、報告を拒否し、パニックに陥り、慌てて戦闘準備に取り掛かった。この点では、防衛の余力の欠如ゆえに、ロコワで捕えられた捕虜は虐殺された。ヨーロッパの年代記記者でさえのちにこれを「野蛮人の行動」とあだ名をつけた。

## 戦闘

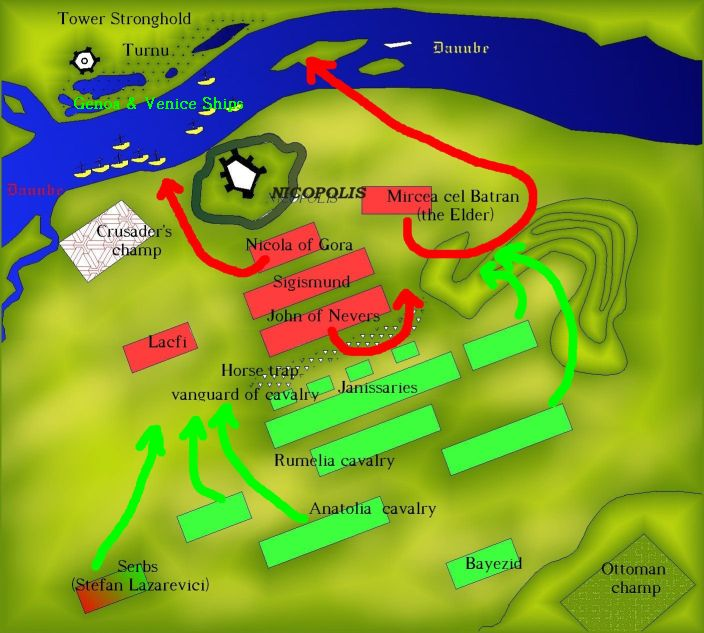
戦闘図

### ジギスムントとフランス騎士の対立
9月25日の夜明けに戦闘員はその指導者の旗のもとに集まり始めた。この点では、ジギスムントは彼の大元帥をヌヴェール伯ジャンに以下のことを報告するために派遣した。斥候がオスマン軍の前衛を目撃した、それゆえに2時間延期するように求めた。その間に斥候は敵軍の数と布陣に関する情報を持ち帰るからである。ネヴェルはにわかに顧問会議を催し、そこでクシーとフランス提督で十字軍最年長の騎士のジャン・ド・ヴィアンヌは賢明そうなハンガリー王の希望に従うべきだと助言した。これにウー伯はジギスムントは単に戦闘の時間稼ぎをしたいだけであると断言し、彼は突撃するのが嫌なのだとまで断言した。クシーはウー伯の言葉を僭越と断じた、会議で書記のヴィアンヌに「真実と理性が聞こえなくなる、僭越が支配するようになる」と求めた。ヴィアンヌは「もしもウー伯が前進を望めば、軍はそれに続くであろう。しかしそれよりはハンガリー王ほかと一斉に前進したほうが賢明である」発言した。ウー伯はあらゆる待機を拒み、会議は若い強硬論者が年配のものを慎重ではなく臆病だと攻撃するような激論に陥った。議論はウー伯が前進を決意したときに落ち着いた。
ウー伯はフランス騎士の前衛の指揮を執り、ヌヴェール伯ジャンとクシーは本隊を指揮した。フランスの騎士は騎馬の弓兵を引き連れ、丘の南に降りるオスマン軍と出くわすために後衛とともにニコポリスに向かった。聖ヨハネ騎士団とドイツ人とほかの同盟者はジギスムント指揮下のハンガリー軍とともにとどまった。
つづく出来事は相矛盾する理由によって不明瞭になった。トゥッフマンは以下のように記している。「異なった意見が入り混じったほかに、動きと戦場の運の筋のとおった理由はなかった。そこにはめまぐるしく動く万華鏡のみがあった」と。

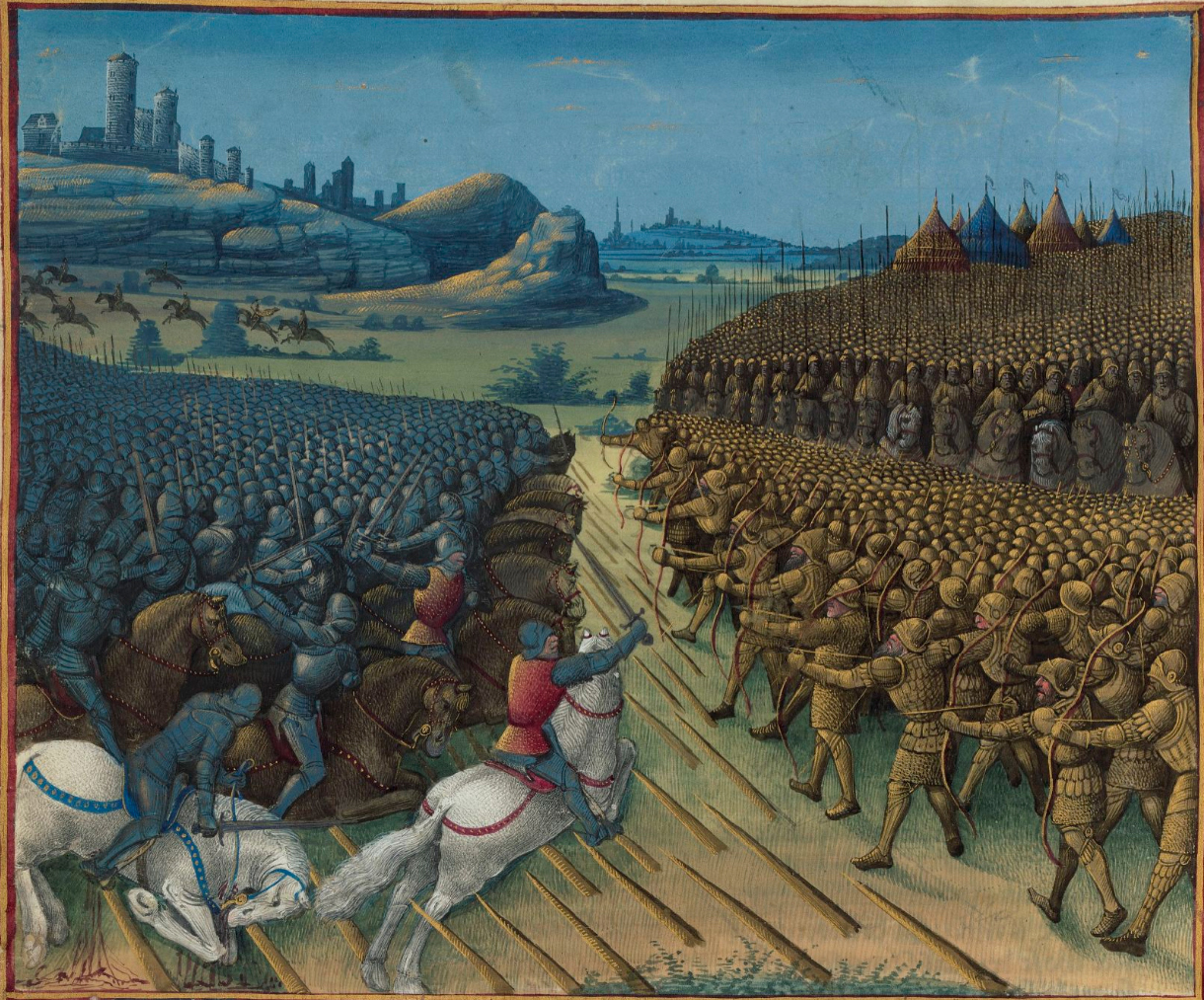
フランスの攻撃の描写。無数の戦闘員の記録。

### フランス軍の突進と敗北
フランスの攻撃はオスマン軍前線の未熟な徴募兵を破り、訓練された歩兵の戦線まで前進した。弓隊の矢の雨を受け、さらに馬の腹を指すために作られた串によって阻まれたにもかかわらず。年代記記者は、馬は尖らした杭に串刺しにされ、騎乗者は落馬し、馬防柵は馬の行くのを許さず、最後にはオスマン兵に掘り出され、シパーヒーの相対的安全の陰で逃げ出した。クシーとヴィアンヌは、フランス軍は軍列を再編するために休止し、休養をとり、ハンガリー軍が進軍しフランス軍救援が可能な位置に布陣するのに要する時間を許すことを勧めた。彼らの意見は若いタカ派によって却下された。オスマン軍の規模に関して何も考えていない彼らはバヤズィトの全軍の撃破を信じ、その追撃を主張した。
フランスの騎士は丘に登り続けたが、半分以上を徒歩で上ることが表明されたにもかかわらず。どのみち彼らは尖らせた杭によって馬から振り落とされるか、馬防柵によって落馬したのだが、重装備で戦いながら、彼らは坂のてっぺんの平たん地に到達した。そこは彼らがオスマン軍の退散を見つけてやると期待していた場所であった。しかしそれらの代わりに、新たなシパーヒーの軍に出くわした。彼らはバヤズィトが予備役として保持していたものであった。シパーヒーはラッパを鳴らし、鐘太鼓を打ち鳴らし、「神は偉大なり!」と叫び感情を湧き立たせていたので、彼らの状況の死にもの狂いぶりはたやすくフランスといくつかの騎士を立ち止まらせ、坂を下させた。残ったものらは戦ったが、当時の年代記記者はそのようすを「荒れ狂う猪や、怒り狂った狼以上に激しく」戦ったと記している。ヴィアンヌ提督、この多数の名誉が与えられた最年長のフランスの流儀を戦場に持ち込んだ騎士は自国の軍の士気を高めようとしたゆえに、にわかに死ぬ前に多数の負傷をした。
ほかの殺害された高貴な騎士にはジャン・ドゥ・カルジュ、フィリップ・ドゥ・バルと オダル・ドゥ・シャスロンが含まれていた。トルコ人はヌヴェール伯ジャンを圧倒的に脅し、彼の護衛のものは、彼らの領主の命のために弁護するために沈黙の服従としてその身を差し出した。ジハードの宣言にもかかわらず、トルコ人は、異教徒同様に、貴族の捕虜から身代金を得られることに関心があり、ヌヴェール伯ジャンは捕虜となった。ヌヴェール伯ジャンが捕えられたのを見ると、フランス軍の残りは降伏した。

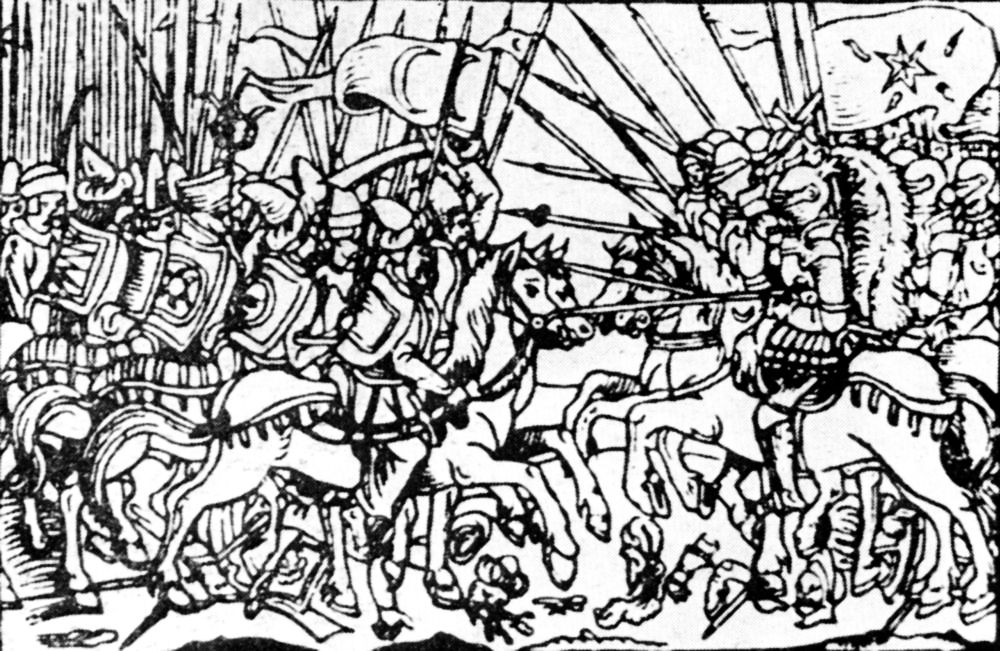
1540年に描かれた図

出来事の時系列は漠然としているが、フランスの騎士は坂を上り、シパーヒーは包囲の中の側面は掃討していたことはわかっている。記述はハンガリーと他国の兵士は混乱の中で戦い殺害され、乗り手を失った馬が押し寄せたとある。トゥッフマンは、この馬たちはつなぎ縄から解き放たれたのだろうとし、この解き放たれた馬たちを見て、トランシルバニア人とワラキア人は、この戦いは敗北したと結論づけ、戦場から退却したのだろうと推測している。

### ジギスムント帝遁走
ジギスムントとマルタ騎士団団長は「言語に絶する両軍の虐殺とともに」包囲を阻んだ。この時点で再編された1,500人ステファン・ラザレヴィチ指揮下のセルビアの騎士はジギスムントが危機であることを証明した。ジギスムントの軍は圧倒された為、退却を決断した。
ジギスムントと聖ヨハネ騎士団団長は猟師の船で脱出し、ドナウ川のヴェネツィアの船に向かった。ツェリェ伯ヘルマン2世はジギスムント軍の脱出を残された兵を率いて、のちに褒美として侯爵に叙された（ジギスムントは2番目の妻にヘルマン2世の娘バルバラ・ツェリスカを迎える。バヤズィトと同盟者ラザレヴィチはその妻テオドラがレザヴィチの娘だという、ハンガリー王国のバン（領主）ニコラ2世ゴルヤンスキをジギスムント側で戦っていると認識した（ニコラ2世は、ラザレヴィチの妹にあたる最初の妻が死亡すると、ジギスムントの2番目の妻バルバラ・ツェリスカの妹でツェリェ伯ヘルマン2世の娘アンナを妻にする）。この扱いが認められ、各個撃破が完了し、ジギスムント軍は降伏した。

## 戦闘後

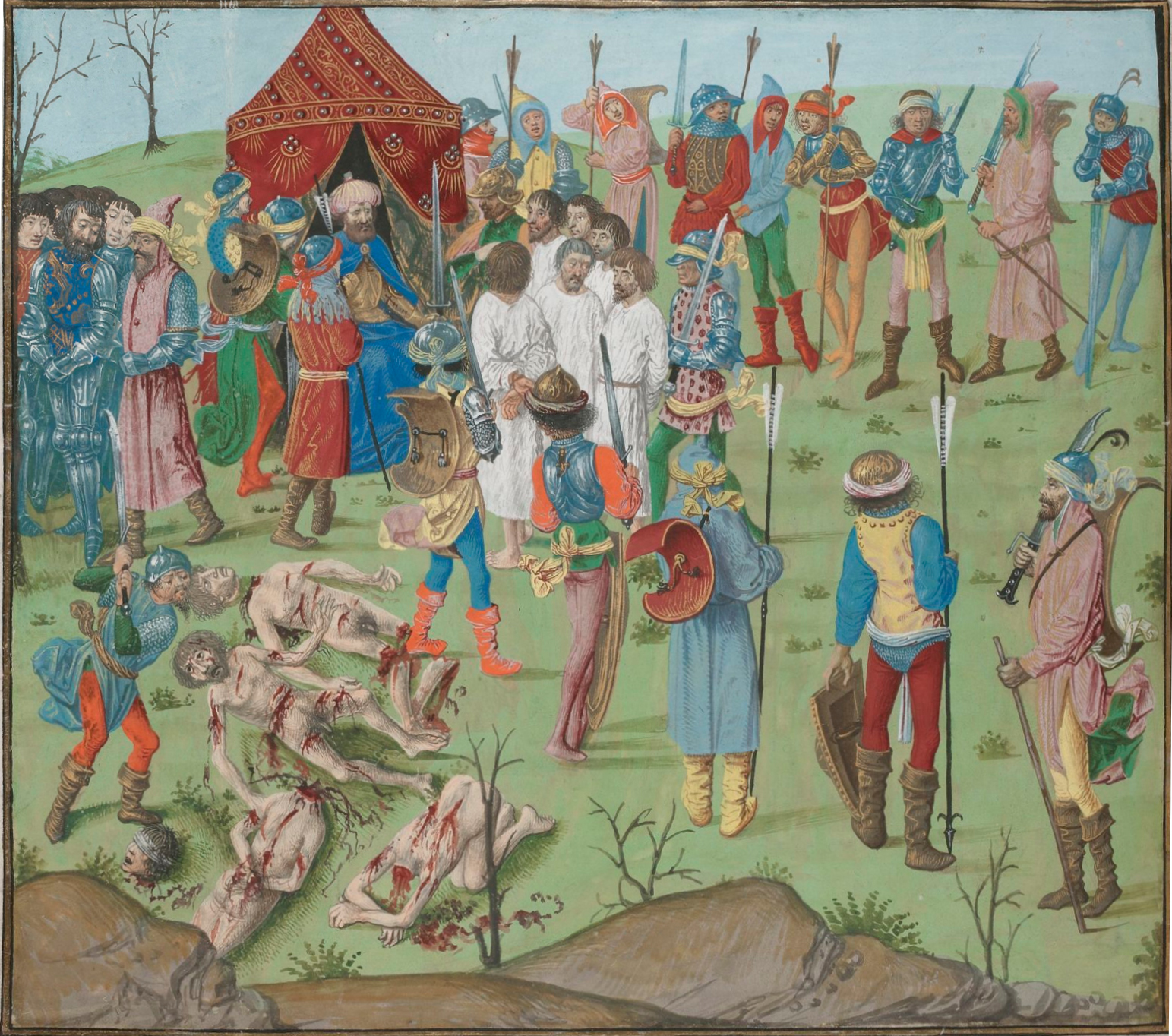
ラホヴォ でのオスマン帝国軍による捕虜虐殺。これにはバヤズィトは激怒した。

ジギスムントはのちに聖ヨハネ騎士団の団長に以下のように述べている。
「余は、フランス連中の自惚れと高慢によって時期を逸したのだ。奴らが余の忠告を信じておればわれらは敵と戦いうる十分なる兵力があったのだ」
年代記記者 ジャン・フロワサール は以下のように宣言する。
「フランス12の世襲貴族皆が殺害されたロンスヴォーの戦い以来、キリスト教世界はそれほど大きな打撃を受けなかった」

### 捕虜と身代金
バヤズィトは後日、ハンガリー王の死体を見つけるために戦場を視察した。そして彼の失ったものに、すなわち十字軍の数に優る兵力に「深い悲しみに胸を引き裂かれ」た。捕虜虐殺が判明すると、彼は憤激した。彼は捕虜すべてを9月26日の朝に彼の前に集めさせるよう命令した。
オスマン軍はフランスの騎士ジャック・ド・エリーはムラト1世に仕えたと認識し、彼を身代金のとれる人質の第一と考えた。アンゲラン7世・ド・クシー、アンリ・ド・マルル、ウー伯フィリップ・ダルトワ、ギー6世・ド・ラ・トレモイユとその他はヌヴェール伯ジャンの代わりに一つの集団にまとめられた。20歳以下と判定されたものは人質か奴隷とされた。
数千とも考えられる残りの者は、3人か4人の集団に分けられ、彼らの手をくくられた上、スルタンの前で裸で行進させられた。処刑の命令が出ると、刑吏はそれぞれの集団を順に殺していった。ヌヴェール伯ジャンと貴族の人質の残りはバヤズィトのそばに立たされて、処刑を見た。斬首によるか四肢切断かであった。
ブシコー元帥ジャン2世・ル・マングル（Jean II Le Meingre）は処刑の対象者であった。ヌヴェール伯ジャンはスルタンの前に跪いて指を合わせることで、彼は兄弟のようなものであることを示した。そうすると、ブシコー元帥は身代金の値打ちがあるとされ、彼は他の貴族ととも人質となった。処刑は早朝から、午後まで継続された。そこでバヤズィトは流血によって気を病んだというので、大臣が代わりを務めたが、彼は不要な怒りをキリスト教世界に起こし、処刑者とあだ名された。誇張された数字を除いても、死者の数は300人から3,000人と言われている。戦場での死者はさらに多い。
戦場から逃げた者で生き残った者はほとんどいなかった。ドナウ川のボートに泳いで行きつこうとした者はあまりに多く、乗った者の重さで船が沈んだ。川を泳いで渡ろうとした者の多くは溺死した。ジギスムントはワラキア人の裏切りを恐れて、黒海とコンスタンティノポリスを経由して帰国した。十字軍はドナウ川を横断し、陸路で帰国しようとした、彼らが行く土地にはすでに退却したワラキア人の軍がまぐさをむしり取っていた。襤褸を着て林をさまよう者は減っていき、身ぐるみはがされ、飢えに苦しみ、多くが路上で死んだ。もしかしたら、この旅程の末に帰還した者で、最も有名な者はループレヒト・フォン・ヴィッテルスバッハ（プファルツ選帝侯ループレヒト3世の長男）かもしれない。彼は乞食の襤褸を纏って軒先までたどり着き、その試練の数日後に死んだ。
人質はガリポリまで525kmの距離を歩かされた。衣服は脱がされ、靴もなかった。両手は縛られ捕吏に叩かれた。ガリポリでは、貴族の人質は高い水準の生活を維持されたが、捕虜のうちスルタン有するとされた300人の囚人の生活水準は低かった。
ジギスムントを運ぶ船は 塔の750m沖を通過した。船はヘレスポントに行き、そこの沿岸にはトルコ人が捕虜を並べて、ジギスムントに「仲間を助けに来いよ」とあざけるように呼びかけた。ジギスムントは、コンスタンティノポリスで人質に身代金の支払いの交渉をしたが、バヤズィトはハンガリーの資源が十字軍で枯渇していることとフランスのほうが多くの身代金をとれることに気付いた。2か月後のガリポリで、捕虜はブルサに移送された。ブルサはオスマン帝国のアジア側の首都であった。そこで捕虜たちは身代金についての言葉を待ち受けた。
12月の最初の1週間、想像できない敗北の噂がパリにもたらされた。確たる知らせもなく、噂話が好きな庶民たちが王宮であるグラン・シャトーを幽閉し、嘘を告げるか、 溺れて死んだと言い聞かすのであった。フランス王とブルゴーニュ公、オルレアン公、バル公は皆ヴェネツィアとハンガリーに返答のために使節を派遣した。12月16日、商船がヴェネツィアにニコポリスの敗北とジギスムントの逃走をもたらした。
戦闘後に騎士と認識されたジャック・ド・エリーという者が、バヤズィトによって、帰還の誓いを立てたうえで、フランス王とブルゴーニュ公に、バヤズィトの勝利と身代金請求を知らせる命令を課されていた。ド・エリーはクリスマスにパリに到着し、王の前にひざまずき、遠征の詳細と敗北及びバヤズィトによる捕虜の虐殺について述べた。彼はまたヌヴェール伯ジャンとほかの貴族に手紙を送った。彼が手紙を送っていない者らはもう死んだと思われたので、宮廷の者らすすり泣きエリーの周りに集まり、愛する者についての情報を求めた。サン＝ドニの修道士によれば「苦悩が全ての上に君臨していた」と。デシャンは「朝から夜まで葬儀」と書き記し、その日、1月9日はフランスでは服喪の日と宣言され、その日は「パリのすべての教会の鐘の音を聞くのも哀れを誘う」と。
1397年1月20日に豪華な献上品を持った使節団がパリからバヤズィトのもとへ交渉のために赴いた。ド・エリーは帰国させると誓約し、既に捕虜に手紙を送っている。ジャン・ガレアッツォの助力はオスマン宮廷に広く接触を持っていたので、重要であった。使節は遅ればせながらヴィスコンティ家に、フランス王が「フルール・ド・リス」をそのエスカッシャンに加えることを許可したことをガレアッツォに知らせた。彼の最初の妻はフランス王家の出身であることと、捕虜解放に関するあらゆる努力に対しての謝意としての許可であった。そうこうしているうちに、使節は12月初頭をヴェネツィアで迎え、そこで捕虜の境遇を知ることになった。彼らはブルサへ行こうとした。ヴェネツィアはフランスのイスラーム圏に向かっての窓であった。この貿易港のネットワークは、情報、金、さらに捕虜の身代金の交換の中心地であった。
1397年2月13日、クシーは病気か戦闘での負傷で死亡した。ブシコー元帥とギー6世・ド・ラ・トレモイユは1397年2月13日にレヴァントに資金を求める協定によって解放され、ロドス島に至ったが、同地で復活祭のころ病死した。オスマン宮廷のフランスの交渉者は6月に20万フロリアン相当の金の身代金支払いで合意した。ウー伯は6月15日に死亡した。
7万5000フロリアンの頭金で、捕虜は6月24日に解放されたが、残る身代金の支払いが完了するまではヴェネツィアに滞在する約束になった。しかし、貴族たちは贅沢に慣れており、ヴェネツィアに逗留することなど考えられないことで、身柄解放のために身代金の残りを借りた。金を取り返したり借りるために島々に立ち寄った後、10月にヴェネツィアに到着したが、貴族らの身代金の提供と、旅の支度と生活のための金を支払うことの両方に要する金融取引は、途方もなく煩雑であった。ブルゴーニュ、ジギスムントとヴェネツィアの三方からの取引は完了までに27年かかった。ペストがヴェネツィアで流行すると、貴族たちは一時的にトレビゾントに避難したが、アンリ・ド・マルルは残った。
残る最後のフランスの騎士、ヌヴェール伯ジャン、ブシコー元帥、ギヨーム・ド・ラ・トレモイユ、ジャック・ド・ラ・マルシュとそれに付き従った7,8人の騎士らは、1398年、フランスに帰国した。彼らはフランス王国への道すがら、吟遊詩人と宴とパレードで歓待された。トゥッフマンは記している。「レセプションは社交辞令以上のたいそうな熱意はなかっただろう。このとき14世紀はそれに関しては秀でていた」。

### 大局的な影響
オランダの歴史家ヨハン・ホイジンガ(1872-1945)は、ニコポリスの戦いにおける敗北は、後世の眼から見れば「無謀にも騎士道的冒険の精神で極めて重要な事業に取り組んだ政治がもたらした哀れな結果」であると、著書『中世の秋』で語っているが、実際の当事者や当時の年代記作家らはそのような観点からこのできごとを分析していない。
この戦い以降、まもなくイングランドとフランスは戦争を再開し、次にオスマンの勢力拡大を阻止するための遠征軍が西欧からバルカンへと送られたのは、1440年代に入ってからであった。ワラキアはミルチャ1世が反オスマンの姿勢を維持し、1397年と1400年にトルコの侵攻を食い止めた。1402年の夏、アンカラの戦いでティムールにバヤズィト1世が敗れて囚われの身となると、オスマン帝国は統制を失い（空位時代）、ミルチャ1世はその機に乗じてハンガリー王国と手を組み、対オスマン遠征軍を結成した。その後、ハンガリー、ポーランド及びワラキアは1444年のヴァルナの戦いでオスマン帝国に敗北を喫し、1453年にはコンスタンティノポリスが陥落した。さらに1460年、1461年にモレア専制侯国とトレビゾンド帝国が相次いで滅ぼされた。これでバルカンおよびアナトリア方面の東ローマ帝国最後の残存領土は、残るギリシャ系の反オスマン抵抗勢力もろとも消え去った。
ニコポリスの戦いは、一般に第2次ブルガリア帝国の終焉とも認識されている。十字軍の敗北とともに同帝国復興の希望が潰えたからである。この戦いで囚われたイヴァン・スラツィミルはブルサで投獄され、国に戻ることはなかった。
ニコポリスの戦い以来、ヨーロッパ諸国は連携してオスマンと戦う意欲を失った。他方、オスマンはコンスタンティノポリスを含むバルカン半島の支配を固め、中欧に対する一層大きな脅威となっていった。